# Xã Elwood, Quận Barber, Kansas
Xã Elwood (tiếng Anh: Elwood Township) là một xã thuộc quận Barber, tiểu bang Kansas, Hoa Kỳ. Năm 2010, dân số của xã này là 241 người.